# Cyril Yapi
Cyril Yapi (* 18. Februar 1980 in Lorient) ist ein ehemaliger französischer Fußballspieler.

## Karriere
Yapi rückte 1998 trotz schwankender Leistungen in der Jugendmannschaft gemeinsam mit dem späteren Nationalspieler Anthony Réveillère in die erste Mannschaft von Stade Rennes auf. Zwar kam er in seiner ersten Saison zum Erstligadebüt und wurde sporadisch eingesetzt, konnte seine Einsatzzeiten aber in der zweiten Spielzeit nicht wesentlich steigern, sodass er 2000 an den Zweitligisten Stade Laval ausgeliehen wurde. Dort lief er regelmäßig auf, konnte die Verantwortlichen allerdings nicht zu einer weiteren Verpflichtung überzeugen. Nach seiner Rückkehr zu Rennes verbesserte sich die Situation für Yapi nicht, weswegen er sich 2003 mit dem Auslaufen seines Vertrags entschied, den Verein zu verlassen. Er unterschrieb beim italienischen Zweitligisten Como Calcio. Er absolvierte eine mittelmäßige Saison, ohne in einem großen Kader zu den Stammspielern zu zählen. Seine Karriere wurde 2004 durch seine Verhaftung beendet.

## Tat und Prozess
Nach seiner Festnahme wurde Yapi in Frankreich vor Gericht gestellt, wo ihm vorgeworfen wurde, im Januar 2002 gemeinsam mit seinem Cousin mit einem Baseballschläger auf seine Frau eingeschlagen zu haben. Diese erlitt einen doppelten Schädelbruch. Das Gericht wertete dies als versuchten Mord, befand Yapi für schuldig und verurteilte ihn 2005 zu einer 15-jährigen Haftstrafe. Über die Hintergründe der Tat ist nichts bekannt.